# Michele Moramarco
Michele Moramarco (né le 6 octobre 1953 à Reggio d'Émilie) est un essayiste, un écrivain et un auteur musical italien.
Michele Moramarco est notamment connu pour ses travaux sur la franc-maçonnerie et le zoroastrisme,.

## Œuvres

### Œuvres littéraires
- La Massoneria ieri e oggi (De Vecchi, Milano 1977)
- La Massoneria oggi. Cronaca, realtà, idee (De Vecchi, Milano 1981)
- Per una rifondazione del socialismo, in AA.VV.: Marxismo e nonviolenza (Lanterna, Genova 1977)
- La Libera Muratoria, AA.VV. (SugarCo, Milano 1978).
- Masonstvo v proshlom i nashtoiashchem (Progress, Moskva 1990)
- La Massoneria. Il vincolo fraterno che gioca con la storia, a cura di (seconda ed., Giunti, Firenze 2009)
- Diario californiano (Bastogi, Foggia 1981)
- Grande Dizionario Enciclopedico UTET (quarta ed., Torino 1985) (voci: Antroposofia, Besant, Cagliostro, Radiestesia, ecc.)
- L'ultima tappa di Henry Corbin, in Contributi alla storia dell'Orientalismo, a cura di G.R. Franci (Clueb, Bologna 1985)
- 250 anni di Massoneria in Italia, a cura di (Bastogi, Foggia 1985)
- Nuova Enciclopedia Massonica[4], (Ce.S.A.S., Reggio E. 1989; seconda éd.: Bastogi, Foggia 1997)
- Psicologia del morire, in AA.VV. I nuovi ultimi (Francisci, Abano Terme 1991)
- Piazza del Gesù (1944-1968). Documenti rari e inediti della tradizione massonica italiana (Ce.SA.S. Reggio Emllia, 1992)
- Sette Lodi Massoniche alla Beata Vergine Maria (Real Ordine A.L.A.M., Reggio Emilia 1992)
- La celeste dottrina noachita (Ce.S.A.S, Reggio E. 1994)
- I mitici Gufi (Edishow, Reggio Emilia 2001)
- Torbida dea. Psicostoria d'amore, fantomi & zelosia (Bastogi, Foggia 2007)
- Il Mazdeismo Universale. Una chiave esoterica alla dottrina di Zarathushtra (Bastogi, Foggia 2010)
- I Magi eterni. Tra Zarathushtra e Gesù (con Graziano Moramarco) (Om Edizioni, Bologna 2013)
- La via massonica. Dal manoscritto Graham al risveglio noachide e cristiano[5] (Om Edizioni, Bologna 2014)

### CD
- Allucinazioni amorose (meno due) (cd) (Bastogi Music Italia 2008)
- Masonic Ritual Rhapsody (cd) (Bastogi Music Italia 2008)
- Gesbitando (cd, con Andrea Ascolini) (Bastogi Music Italia 2010)
- Come al crepuscolo l'acacia (cd)[6] (Heristal Entertainment, Roma 2013)